# Escudo de San Petersburgo
El escudo de San Petersburgo fue concedido por la emperatriz Catalina la Grande el 7 de mayo de 1780 y sus armas fueron diseñadas por el conde italiano Francesco Santi. Durante el periodo soviético fue sustituido por otro, adoptado en 1920. El escudo de 1780 fue recuperado el 6 de septiembre de 1991, tres meses después de que la mayoría de la población decidiera restaurar el antiguo nombre de la ciudad, denominada Leningrado desde 1924.
El escudo de San Petersburgo posee la siguiente descripción heráldica o blasonamiento:

En un campo de gules, un cetro de oro cimado del águila bicéfala del escudo ruso coronada y timbrada de la corona imperial rusa, el cetro acolado de dos anclas o áncoras de plata invertidas y puestas en sotuer, de cuatro brazos la de la diestra y dos la de la siniestra.

Acolados, dos cetros de oro cimados del escudo ruso y encintados de azur, el escudo timbrado de la corona imperial rusa.

- Las anclas o áncoras simbolizan la doble condición de puerto fluvial y marítimo de esta ciudad y reflejan el objetivo perseguido por el zar Pedro el Grande con su fundación, que era el de dotar a Rusia de una adecuada salida al mar para fomentar su desarrollo económico.

- El cetro representa su situación como antigua capital del Imperio ruso.

- El esmalte (color) del campo del escudo de gules (color rojo) simboliza la sangre rusa derramada en las guerras mantenidas por el país.

## Cronología

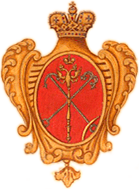
Una de las primeras variantes del escudo de armas en 1730
Escudo de 1730 a 1856 (también utilizado de 1991 a 2003)
Escudo del siglo XIX, utilizado hasta la revolución de 1917
Una de las variaciones del emblema de Leningrado en el período soviético
Blasón que pretende representar a una fragata sobre la aguja del mayestático edificio del Almirantazgo Peterburgués, fue usado como emblema de dicha urbe durante el período soviético.
Escudo menor desde 2003